# La bémol mineur
La tonalité de la bémol mineur se développe en partant de la note tonique la bémol. Elle est appelée A-flat minor en anglais et As-Moll dans l’Europe centrale.
L'armure coïncide avec celle de la tonalité relative Do bémol majeur .
Le plus souvent, elle sera remplacée par son équivalent enharmonique sol dièse mineur ; c'est la raison pour laquelle cette tonalité est rarissime.

## Modes

### mineur naturel
L’échelle de la bémol mineur naturel est : la, si, do, ré, mi, fa, sol, la.
- tonique : la
- médiante : do
- dominante : mi
- sensible : sol

Altérations : si, mi, la, ré, sol, do, fa.

### mineur harmonique
L’échelle de la bémol mineur harmonique est : la, si, do, ré, mi, fa, sol, la.
- tonique : la
- médiante : do
- dominante : mi
- sensible : sol

Altérations :  si, mi, la, ré, sol, do, fa et sol (accidentel).

### mineur mélodique
L’échelle de la bémol mineur mélodique est :
- gamme ascendante : la, si, do, ré, mi, fa, sol, la.
- gamme descendante : la, sol, fa, mi, ré, do, si, la.

## Compositions célèbres en la bémol mineur
- première version de la 3e étude (La Campanella) des Grandes études de Paganini (Franz Liszt)